# Trilogija o povijesti slobodnog zidarstva u Hrvatskoj
Branko Šömen, slovenski i hrvatski književnik, novinar, publicist te aktivni slobodni zidar, autor je značajne trilogije koja se bavi poviješću i razvojem slobodnog zidarstva u Hrvatskoj. Trilogija obuhvaća tri tematski povezane knjige: Mudrost (2012.), Snaga (2014.) i Ljepota (2017.). Djela su zamišljena kao cjeloviti pregled slobodnozidarske misli, njezinih korijena u europskom kulturno-povijesnom kontekstu te specifičnog razvoja na hrvatskom tlu.
Prva knjiga, Mudrost, bavi se nastankom i ranim oblicima slobodnog zidarstva, razmatrajući filozofske, društvene i političke ideje koje su oblikovale ovaj pokret. Druga knjiga, Snaga, nastavlja povijesni pregled, s naglaskom na širenje slobodnozidarskih loža i njihov utjecaj na intelektualne i društvene procese u Hrvatskoj i širem europskom prostoru. Treća knjiga, Ljepota, predstavlja biografski leksikon slobodnih zidara Hrvatske, donoseći iscrpne podatke o istaknutim članovima loža, njihovom životu i doprinosu razvoju slobodnozidarske tradicije.
Zajedno, ove tri knjige čine temeljno djelo o povijesti slobodnog zidarstva u Hrvatskoj, istodobno povezujući hrvatske povijesne okolnosti s europskim i svjetskim zbivanjima, te nudeći čitatelju jedinstven uvid u kulturni i društveni utjecaj ove povijesne organizacije.

## I.Mudrost
Mudrost: Povijest slobodnog zidarstva u Hrvatskoj je prva knjiga ove trilogije, objavljena u prosincu 2012. godine u Zagrebu u izdanju nakladničke kuće Profil.
Knjiga Mudrost podijeljena je u tri cjeline od kojih svaka govori o jednom povijesnom razdoblju, prateći događanja tijekom 18., 19. i početka 20. stoljeća.
- Prva knjiga – Tajna vještina bratstva: Slobodno zidarstvo u Hrvata (1754. – 1795.)
- Druga knjiga – Tri plave rozete: Francusko-ilirske slobodnozidarske lože u Dalmaciji, Istri, Karlovcu i Ljubljani (1806. – 1813.)
- Treća knjiga – Traženje bratske ruke: Slobodno zidarstvo u Hrvata od Proljeća naroda do utemeljenja Velike lože Libertas (1848. – 1927.)

Početak modernog slobodnog zidarstva tradicionalno se vezuje uz 1717. godinu, kada je u Londonu osnovana prva velika loža, nastala udruživanjem četiriju londonskih loža. Već 1742. otvorena je loža u Beču, u kojoj je neko vrijeme dužnost starješine Lože "Tri počela" obnašao grof Sigismund Franjo Gundulić. U toj je loži djelovao i hrvatski plemić Kazimir grof Drašković, čija su trojica sinova bila članovi tadašnjih hrvatskih i europskih loža. Jedan od njih, Ivan VIII. Drašković, oblikovao je pravila hrvatskog slobodnog zidarstva, poznata kao Draškovićeva opservancija. Kasnije su slobodnim zidarima pristupili brojni intelektualci, među kojima i više od četrdeset prosvjetiteljskih svećenika, predvođenih biskupima Josipom Galjufom i Maksimilijanom Vrhovcem. Slobodni zidari sudjelovali su u hrvatsko-ugarskoj uroti Ignjata Martinovića te su pridonijeli postavljanju temelja ilirizma. Posebno mjesto u povijesti pripada biskupu Maksimilijanu Vrhovcu, čiji se portret u knjizi ističe kao primjer tolerantnog i uspješnog slobodnog zidara.
Djelo donosi pregled francusko-ilirskih loža za Napoleonove vladavine u Dalmaciji, od Pule do Boke kotorske, te prati razvoj slobodnog zidarstva do Prvog svjetskog rata, s naglaskom na osnivanje Lože "Hrvatska vila" koja je 1892. prva uvela hrvatski jezik u ritualni rad.
U ovom dijelu je posebno zabilježena povijest osnutka Velike lože "Jugoslavija" i njezina odvajanja, kojim je nastala Velika simbolička loža "Libertas" sa sjedištem u Zagrebu. Knjiga završava prikazom prijelomnih događaja i dilema uoči Drugog svjetskog rata.

## II.Snaga
Snaga: Povijest slobodnog zidarstva u Hrvatskoj je druga knjiga ove trilogije, objavljena u studenom 2014. godine u Zagrebu u izdanju nakladničke kuće Profil.
Knjiga Snaga podijeljena je u dvije cjeline od kojih svaka govori o događanjima u 20. stoljeću.
- Četvrta knjiga – Rascvjetana bratska akacija: Slobodno zidarstvo u vrijeme Kraljevine SHS / Kraljevine Jugoslavije (1919. – 1940.)
- Peta knjiga – Prostor izgubljenih koraka: Slobodno zidarstvo od početka do kraja Drugog svjetskog rata i nekoliko godina kasnije (1941. – 1945.)

U drugoj knjizi trilogije, Snaga, Šömen donosi detaljnu povijesnu analizu slobodnog zidarstva na području Hrvatske, fokusirajući se na turbulentno razdoblje između dvaju svjetskih ratova te događaje neposredno nakon Drugog svjetskog rata. Djelo je strukturirano u dva opsežna poglavlja koja obuhvaćaju razdoblje Kraljevine Srba, Hrvata i Slovenaca, odnosno Kraljevine Jugoslavije (1919. – 1940.), te godine rata i poraća, kada su političke i društvene okolnosti imale snažan utjecaj na djelovanje slobodnozidarskih loža.
Autor kronološki prati rad i aktivnosti najznačajnijih loža u Zagrebu, Dubrovniku, Splitu, Karlovcu i drugim hrvatskim gradovima, ističući njihovu ulogu u kulturnom, intelektualnom i društvenom životu tog vremena. Posebna pozornost posvećena je složenim odnosima između slobodnog zidarstva i političkih režima, ideološkim podjelama, progonima te pokušajima očuvanja slobodnozidarskih ideala unatoč represiji i političkim pritiscima.
Knjiga uključuje i bogat slobodnozidarski pojmovnik koji čitatelju olakšava razumijevanje simbolike, rituala i terminologije. Uz to, sadrži imensko kazalo s podacima o istaknutim pojedincima koji su obilježili rad loža, kao i sažeti pregled svjetski poznatih slobodnih zidara, čime Snaga nadilazi lokalni kontekst i stavlja hrvatsko slobodno zidarstvo u širu međunarodnu perspektivu.

## III.Ljepota
Ljepota: biografski leksikon slobodnih zidara Hrvatske je treća i posljednja knjiga ove trilogije, objavljena u prosincu 2017. godine u Zagrebu u izdanju nakladničke kuće Hanza Media. Uz Branka Šömena urednik izdanja je i Goran Krstić.
Knjiga je posvećena slobodnim zidarima Čedi Kirchneru, Branimiru Horvatu i Radovanu Horvatu.
Ovaj leksikon donosi životopise 1900 članova hrvatskih loža ili Hrvata koji su bili članovi loža u svijetu.
Predstavljajući ovaj leksikon, ravnatelj Leksikografskog zavoda Miroslav Krleža Bruno Kragić rekao je:
»Ovaj prvi na svijetu biografski leksikon slobodnih zidara neke zemlje enciklopedijski je kompendij otprilike dva stoljeća kulturne povijesti Hrvatske, posvećen ljudima koji su u tom razdoblju nastojali širiti ideje prosvjetiteljstva i prosvjećivanja.«